# باش برد
باش‌ برد هي قرية في مقاطعة سردشت، إيران. يقدر عدد سكانها بـ 50 نسمة بحسب إحصاء 2016.